# Junio Hamano

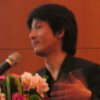
Junio C Hamano

Junio C Hamano (濱野 純, Hamano Jun) é um engenheiro de software e hacker japonês mais conhecido por ser o mantenedor do Git desde 26 de julho de 2005. Linus Torvalds disse que um de seus maiores sucessos foi reconhecer o quão bom desenvolvedor Hamano é no Git, e confiando nele para mantê-lo.. Atualmente ele vive na Califórnia, nos Estados Unidos.